# 印度尖吻魟
印度尖吻魟（学名：Telatrygon crozieri），為軟骨魚綱鲼目魟科尖吻魟屬的其中一種，被IUCN列為瀕危保育類動物，分布於北印度洋緬甸至阿拉伯海海域，深度1至200公尺，體長可達40公分，棲息在大陸棚沙泥底質海域，為底棲性魚類，屬肉食性，卵胎生，生活習性不明。